# Birodalmi udvari kancellária

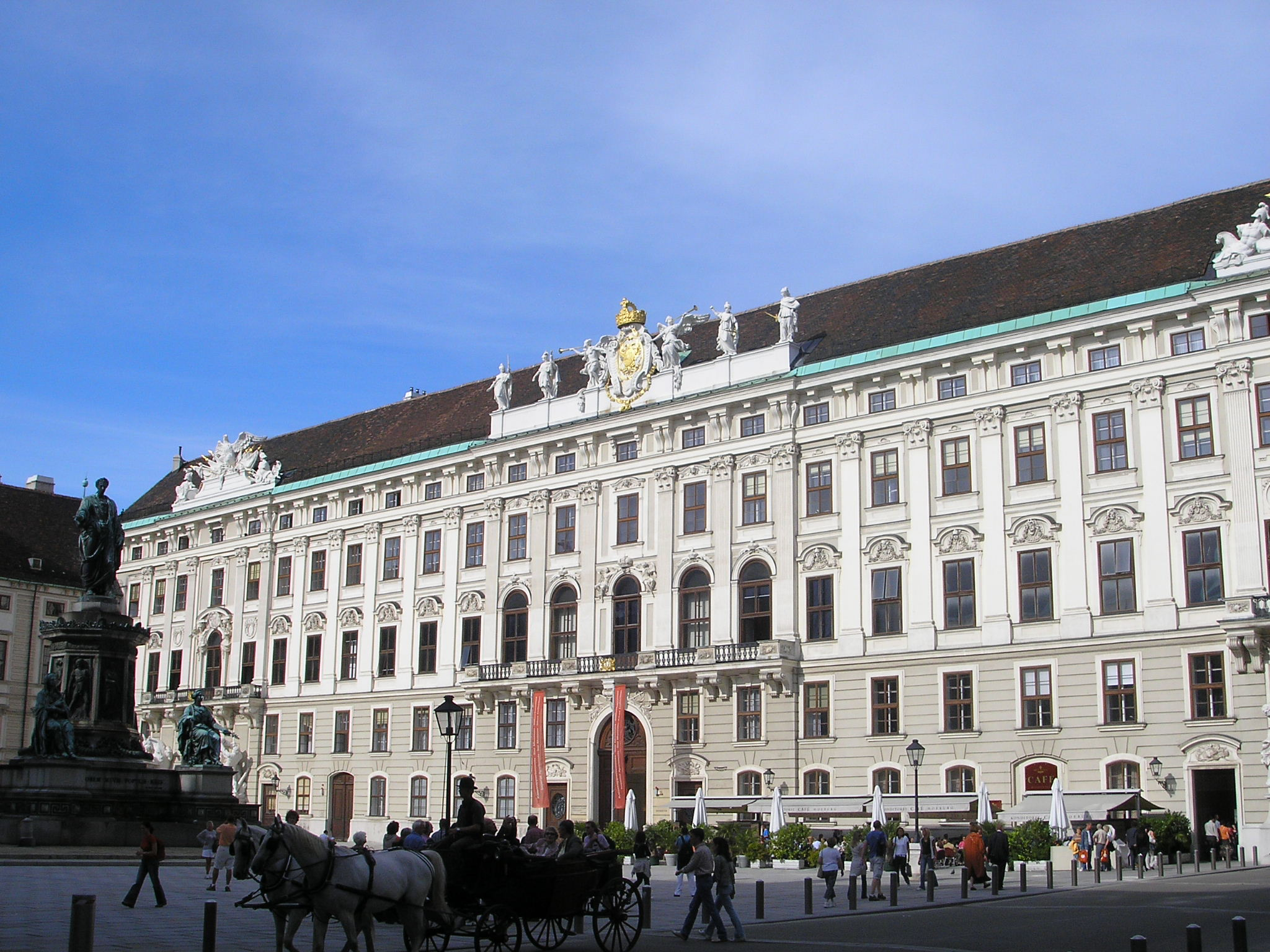
A birodalmi udvari kancelláriának otthont adó épületszárny (Reichskanzleitrakt) a bécsi Hofburgban

A birodalmi udvari kancellária (németül: Reichshofkanzlei, latinul: Cancellaria Imperiali Aulica, csehül: Říšská dvorská kancelář) a Német-római Birodalom történelmi intézménye, közigazgatási hivatala. Ugyanígy nevezik a hivatalnak otthont adó bécsi épületet is, a Hofburg egyik szárnyát.
1559 után a Birodalom állandó intézménye lett. Középkori intézményi elődeiből fejlődött ki. Névleges vezetője eredetileg a Mainzi Választófejedelemség mindenkori hercegérseke volt, birodalmi főkancellári (Reichserzkanzler) minőségében. A hivatal tényleges (mai szóval „operativ”) vezetője a birodalmi alkancellár (Reichsvizekanzler) volt. Az uralkodók a 14-15. századtól kezdve folyamatosan törekedtek arra, hogy összbirodalmi jogköröket vonjanak el az összbirodalmi kancelláriától, és ezeket alárendeljék Habsburg-ház saját örökös tartományait igazgató osztrák udvari kancelláriának.

## Előzményei
A Nyugatrómai Birodalom lehanyatlása után keletkezett, a népvándorlás korában stabilizálódott utódállamok mindegyike fenntartott valamilyen saját uralkodói igazgatási intézményt. A római közigazgatási intézmények a Birodalom összeomlása után csak rövid ideig maradtak működőképesek. Az utódállamok uralkodói a római intézmények mintájára alkottak kancelláriákat, ahol az igazgatás írásos dokumentumait készítették, kezelték, nyilvántartották és őrizték.
A Frank Birodalom első uralkodói, a korai Meroving királyok is írástudó egyházi és világi (laikus) személyeket alkalmaztak kancelláriai tisztviselőnek, a Karolingok idején azonban már csak egyházi személyekre hagyatkozhattak, mert az írás-olvasás képességét gyakorlatilag már csak ők birtokolták. Ez a helyzet alapvetően változatlan maradt a Keleti Frank Királyságban és az abból kifejlődő Szent Római Birodalomban is, egészen a késő középkorig.

## Középkor
A királyi kancellária a legfontosabb uralkodói közigazgatási intézménye volt. Legfontosabb feladata a királyi oklevelek (adománylevelek) kiállítása, nyilvántartása és az uralkodó írásos rendeleteinek, levelezésének lebonyolítása volt. A korai középkorban a kancellária az udvari káptalan (Hofkapelle) szervezetén belül működött, és a főkáplánnak (Erzkaplan) volt alárendelve. 965-től a Szent Római Birodalomban a főkápláni tisztséget Mainz hercegérseke viselte. A 11. századtól Mainz érsekeit a Birodalom német nyelvű részében a főkancellári (Erzkanzler) címmel is felruházták. A 12. században az uralkodói kancelláriát leválasztották a az udvari káptalanról, de Mainz érsekei ezután is megtartották a kancellária névleges (címzetes) vezetőjének címét. A királyi kancelláriák ebben az időben (a 15. századig) még nem voltak konszolidált, szilárd intézmények, minden egyes uralkodóváltás után újra és újra fel kellett őket állítani. Folyamatosan vezetett uralkodói levéltárak a 15. század közepétől váltak rendszeressé. Ebből a szempontból a Német-római Birodalom közigazgatási szervezete elmaradt a korabeli angliai és franciaországi intézményekétől. Habár Köln érseke továbbra is Itália főkancellárja, Trier érseke pedig Burgundia főkancellárja maradt, a tényleges igazgatási ügyek intézése egyre inkább az udvari kancellárok kezébe jutott.
Az évszázadok során a királyi és egyházi hivatalok befolyása, hatalma erősen ingadozott. A 13. századtól kezdve Mainz érsekének a kancelláriára gyakorolt befolyása  folyamatosan gyengült. Az 1356-ban kiadott Német Aranybulla az érsek szerepét egészen formális ra korlátozta. A 12. századtól kezdve a kancellária tényleges irányítója már a király által kinevezett udvari kancellár lett. Ő viszont egy protonotáriusra (kancelláriavezetőre, tkp. főjegyzőre) támaszkodott, egy jól képzett jogtudósra, aki szabályozta az adminisztratív eljárások rendjét. Ezt a tisztviselőt a 13. század végétől alkancellárnak (Vizekanzler) kezdték nevezni.
I. Miksa császár uralkodásának idején Berthold von Henneberg, Mainz érseke átmenetileg ismét visszanyerte kormányzati hatalmát, mert 1486-ban azzal a feltétellel szavazta meg Miksa német királlyá választását, hogy ő kapja meg a birodalmi kancellária irányításának jogát. Miksa azonban már 1498-ben ellensúlyként egy udvari kancelláriát hozott létre, melynek illetékességi jogkörét eredetileg az összbirodalmi ügyek intézésére gondolta ki, de azt rövidesen lekorlátozták a Habsburg örökös tartományok és a Burgundi Hercegség ügyeire. A Birodalom első világi kormányzati szervezetének, a Reichsregimentnek idején, 1500–1502 között a birodalmi kancellária a világi kormányzat kancelláriájaként működött. Az első Reichsregiment kudarca után a kancellária illetékességi körét ismét megnyirbálták. A birodalmi kancelláriától átmenetileg elvonták a birodalmi nagypecsét (Reichssiegel) őrzésének és használatának jogát. Az udvari kancellária magához ragadta az összbirodalmi ügyekben való illetékességet is. Gyakorlatilag az uralkodó udvari kancelláriája átvette a birodalmi kancellária funkcióit is.

## Német-római Birodalom és Habsburg Birodalom

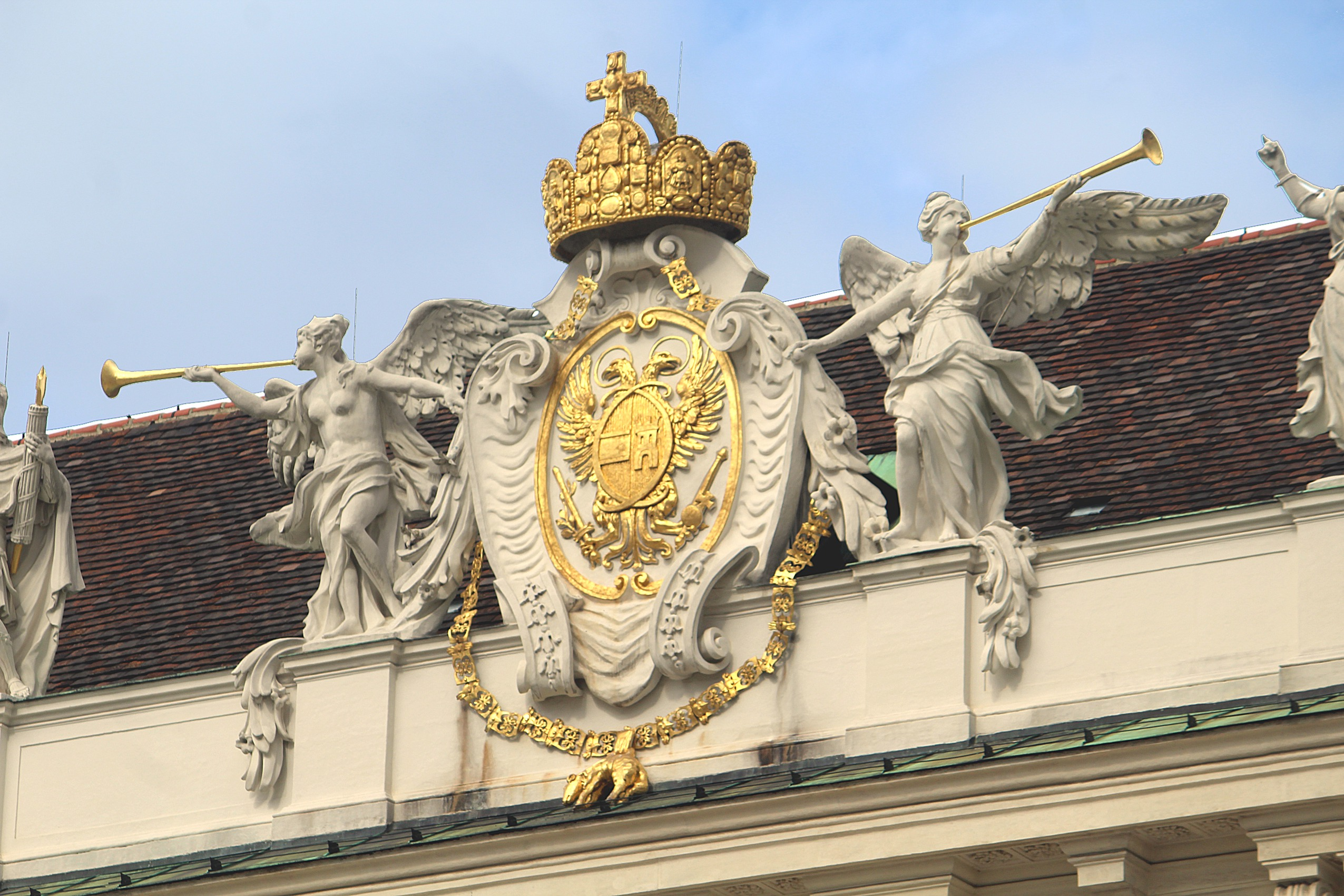
A Német-római Birodalom címere a bécsi Hofburg Reichshofkanzlei-szárnyának homlokzatán

Habsburg Ferdinánd főherceg uralkodásának kezdetén az udvari kancellária kezelte az összbirodalom ügyeit is. 1559-ben, Ferdinánd császárrá választása után egyesítették az udvari és a birodalmi kancelláriát. A közös kancellária feladatkörébe tartozott az oklevelek, adománylevelek kiállítása és nyilvántartása, az uralkodói rendeletek kiadása, a levelezés kezelése. A kancelláriára ruházták a császári pecsétőri feladatokat (a pecsét őrzését és jogszerű használatát). Az összevont kancellária feladata volt még a birodalmi levéltár (Reichsarchiv) kezelése is. Az 1559-ben kiadott első kancellári rendtartásban azonban már benne volt annak terve, hogy a összbirodalom és a Habsburg örökös tartományok ügyeit egymástól el kell választani és ezekre az ügycsoportokra különálló udvari kancelláriákat kell létrehozni. Az rendtartásnak ezt az utasítását azonban nem hajtották végre.
A kancellária operatív vezetője, a birodalmi alkancellár 1669-ben tagja lett az ekkor létrehozott titkos konferenciának is. Ez a birodalmi titkos tanácson belül egy bizalmas, szűk körű bizottság volt, amely elsősorban az osztrák örökös tartományok külső kapcsolatait („külügyeit”) szabályozta, de döntései befolyásolták a birodalom külügyeit is. Ilyen módon az alkancellár önálló, fajsúlyos politikai szerepet játszhatott az összbirodalom politikai és gazdasági ügyeiben. Az alkancellár személye a Habsburg uralkodó és a mainzi hercegérsek közötti hatalmi harc aktuális állásától függött, egészen a Német-római Birodalom megszűnéséig. Kezdetben még a hercegérsek nevezhette ki az alkancellárt, voltak időszakok, amikor csak javaslatot tehetett személyére. 1660 után a császár tiszteletben tartotta a hercegérsek jogát az alkancellár és más kormányzati tisztviselők kinevezésére.
Az udvari kancellária költségeit olyan adókból fedezték, melyeket a kancellária maga szedett be. Az udvari kancellária székhelyét a mindenkori császári és királyi udvar területén jelölték ki, tehát alapvetően Bécsben, I. Ferdinánd idején átmenetileg Bécsújhelyen, II. Rudolf császár idején alapvetően Prágában, a Wittelsbach-házi VII. Károly császár idején Münchenben, mindig az uralkodó lakóhelyének közelében.
1620-ban a Habsburg-ház családi ügyeinek és az osztrák örökös tartományok ügyeinek intézésre a birodalmi udvari kancelláriából kikülönítették az osztrák udvari kancelláriát (österreichische Hofkanzlei). Ezután az osztrák udvari kancellária befolyása folyamatosan erősödött, a birodalmi udvari kancellária rovására. I. József császár uralkodása alatt az osztrák és a birodalmi udvari kancelláriák ügymeneteit még erősebben szétválasztották. A korszakot vizsgáló történészek körében vita folyik arról, hogy a birodalmi adminisztráció milyen mértékben tudta befolyásolni a Bécsből irányított császári politikát. (Max Braubach és követői szerint ez a befolyás igen gyenge volt, míg pl. Johannes Burkhardt és társai úgy látják, a Birodalom „lobbiereje” összemérhető volt Béccsel, nézetük szerint a 18. századra a birodalmi befolyás elérte a csúcsát.)

## Végjáték a 18. században
Az osztrák örökösödési háború egy szakaszában, 1742–46 között Wittelsbach Károly viselte a császári koronát. Elkerülhetetlenné vált a birodalmi hatóságok és Habsburg kormányzati hivatalok fizikai szétválasztása. A közjáték után a Habsburg-ház visszaszerezte a császári címet, Mária Terézia osztrák uralkodó főhercegnő férje, Lotaringiai Ferenc személyében. A Bécsbe visszatérő birodalmi tisztségviselők újra helyet kellett találni. Rudolph Joseph von Colloredo gróf, alkancellár a császár tanácsadója lett. Colloredo koncepciója szerint az Habsburg-ház és a Német-római Birodalom kölcsönösen egymásra volt utalva, az uralkodóház rá volt utalva a birodalomra, a birodalomnak szüksége volt az uralkodóházra. A különböző illetékességű udvari kancelláriák ügyei között erős összefonódások keletkeztek. Kétséges helyzetben vagy érdekütközés esetén azonban Mária Terézia mindenkor Ausztria érdekeinek biztosított elsőséget. A birodalmi udvari kancellária fokozatosan vesztett érdekérvényesítő erejéből. II. József császár idején már nem volt szerepe Ausztria külpolitikájának alakításában. 1806-ban a Német-római Birodalom megszűnésével annak régi intézményei is feloszlottak.

## Birodalmi alkancellárok
- 1527–1531: Balthasar Merklin(wd), Hildesheim püspöke
- 1531–1541: Matthias von Held(wd)
- 1541–1547: Johann von Naves(wd) (Jean Naves de Messancy)
- 1547–1558: Jakob von Jonas(wd)
- 1559–1563: Georg Sigmund Seld(wd)
- 1566–1570: Johann Ulrich Zasius(wd) császári tanácsos
- 1577–1587: Siegmund Vieheuser(wd) (Siegmund Viehäuser)
- 1587–1594: Jacob Kurz von Senftenau(wd) (lat. Jacob Curtius, csehül Jakub Kurz ze Senftenavy)
- 1594–1597: Johann Wolfgang Freymann(wd) (Freymonius von Hohen-Randeck)
- 1597–1606: Rudolf Coraduz von und zu Nußdorf(wd)
- 1606–1612: Leopold von Stralendorf(wd) (Lupoldus Stralendorp)
- 1612–1627: Hans Ludwig von Ulm(wd) birodalmi báró (Reichsfreiherr von Ulm zu Erbach)
- 1627–1637: Peter Heinrich von Stralendorf(wd)
- 1637–1659: Ferdinand Sigismund Kurtz von Senftenau(wd) birodalmi gróf (Reichsgraf von Valley)
- 1660–1669: Wilderich von Walderdorff(wd), Bécs hercegérseke
- 1669–1694: Leopold Wilhelm von Königsegg-Rothenfels(wd) gróf, a császári tanács alelnöke
- 1694–1695: Gottlieb Amadeus von Windisch-Graetz(wd) birodalmi gróf
- 1698–1705: Dominik Andreas von Kaunitz(wd), Kanunitz grófja, Sezima Austy bárója
- 1705–1734: Friedrich Karl von Schönborn-Buchheim(wd), Würzburg és Bamberg hercegpüspöke
- 1734–1740: Johann Adolf von Metsch(wd) gróf
- 1742–1745: Johann Georg von Königsfeld(wd) bajor gróf, konferenciaminiszter
- 1745–1788: Rudolph Joseph von Colloredo-Waldsee(wd)
- 1789–1806: Franz de Paula Gundaker von Colloredo-Mannsfeld(wd), a birodalom utolsó alkancellárja.